# Euphorbia parvicaruncula
Euphorbia parvicaruncula là một loài thực vật có hoa trong họ Đại kích. Loài này được D.C.Hassall mô tả khoa học đầu tiên năm 1977.